# He 111
A Heinkel He 111 a német Luftwaffe második világháborúban használt közepes bombázója volt. Német oldalon az angliai csata fő bombázórepülőgép-típusa volt. A gépet még a háború előtt tervezték, első prototípusa 1936-ban repült, 1944-ig gyártották.

## Története
A He 111-est az 1930-as évek közepén tervezte a német Heinkel AG. Első repüléseit 1936-ban tette meg, mint utasszállító repülőgép. Ekkor – utasszállítási funkcióját használva álcának – felderítő-repülésekre is használták. A repülőgép első, 12 hengeres BMW-VI motorral szerelt változatát nem vette át a Luftwaffe. Így az első tíz elkészült He 111A-st Kínába Csang Kaj-seknek szállították le. Az itt szerzett tapasztalatokat is felhasználva új Daimler-Benz DB 600A típusú motorral szerelték fel és a cég 1937-től ezt a He 111B-1 változatot szállította a Luftwaffénak, mint közép hatósugarú bombázót.

## A spanyol polgárháború
A He 111B első harci bevetésére 1937-ben a spanyol polgárháborúban került sor. Folyamatosan lecserélték a Condor légió Ju 52-es bombázóit, átadva azokat a spanyol hadseregnek. A Condor-légió He 111-gyel végrehajtott első bevetése Alcala, Barajas és Madrid bombázása volt. A Condor légió kiválóan képzett önkéntesekből állt, így a maga idején kiemelkedően gyors He 111-ek Spanyolországban csak jelentéktelen veszteséget könyvelhettek el, azokat elsősorban a földi légvédelem lőtte le. A He 111-ket 1939-ben vonták ki Spanyolországból, ahol a hajózó és a földi személyzet is hasznos tapasztalatokat szerzett. Mivel a Daimler-Benz cég nem tudott kellő mennyiségű motort szállítani, a He 111 újabb változatait (111D-111E) 1050 lóerős Junkers Jumo 211A motorral szerelték.

## A második világháború
1939 nyarán indult meg Oranienburgban a He 111H sorozatának a gyártása. Ezekbe a repülőkbe már 1200 lóerős Junkers Jumo 211D motorok kerültek. Bár szeptember 1-én, Lengyelország megtámadásának napján még nem voltak hadrendbe állítva, októberben már megkezdték első harci bevetéseiket Lengyelországban. Szintén még 1939 őszén Anglia bombázására is bevetették a He 111H bombázókat, azonban Anglia a spanyol polgárháború tapasztalatain okulva intenzíven fejlesztette légierejét és 1939-ben már a Hawker Hurricane sebessége a 300 mérföld/órát is elérte így a He 111-ek 250 mérföld/órás sebessége kevésnek bizonyult. Az angliai csata során a He 111-esek is súlyos veszteségeket szenvedtek az angol vadászoktól. Ezért megerősítették védelmét, azonban a súlynövekedés hatására a modell lassabb lett. 
A magyar katonai hírszerzés 1940 őszén kapta meg első két, teljes fotófelszereléssel ellátott HE–111P típusú gépét, amelyeket a Keleti-Kárpátok és Erdély felett végzett felderítésre alkalmaztak. Egy-egy gépen három kamera működött 75 és 120 mm-es fókusztávolsággal, 30x30 cm-es képmérettel. A 6–8 ezer méteres magasságból készített felvételek jól szolgálták a hadvezetés igényeit.
A Királyi Magyar Honvéd Légierő 1942-től 1943 tavaszáig repült He 111H-6 gépekkel a Szovjetunió nyugati területe felett.
A Szovjetunió megtámadását követően a He 111-es stratégiai bombázókat taktikai célokra használták a front vonal mögötti szállító utak, konvojok, gyárak, hidak bombázására. A fegyverzetét két MG 81Z 7,92 mm-es géppuskával erősítették meg. A legutolsó jelentős típus változatát a He 111-eknek 1944-ben szolgálatba állított He 111H-23 csapatszállító repülőgép volt. Ezzel mintegy megvalósult Henkel professzor eredeti elképzelése.
1944-ben amikor a Szovjet hadsereg elérte Magyarországot a Luftwaffe-nek még 260 bevethető 440 He 111 gépe állomásozott Kelet-Európában. Ezek a gépek elsősorban szállítási feladatokat láttak el. 1944 december és 1945 februárja között jelentős szerepet játszottak Budapest ostromakor az utánpótlás biztosításában és az evakuálásban.

## He 111Z(Iker)
Érdekességként megemlítendő a He 111Z ("Zwilling" - "iker") altípus. Ezt Messerschmitt Me 321-es nagyméretű szállító gépének vontatására építették. Két közös szárnydarabbal összekötött H-6-os gép volt. Az összekötésébe beépítettek egy 5. motort. Ez egy radikális, egyszerű és sikeres ötlet volt gyorsan és olcsón megvalósítható. Az 5 Jumo motor 7500 lóerőt biztosított. A He 111Z maximális sebessége 437 km/h az utazó sebessége 394 km/h volt. Repülési magossága 10200 m, és maximális hatótávolsága 4000 km.  A He 111Z-ket 1942-től a háború végig használták. Képesek voltak 270 mérföldes sebességgel vontatni Me 321 vagy Gotha G 242 vitorlázó szállítógépeket. Egy He 111Z két teljes terhelésű G 242-est akár 1500 km-re is elvontatott.

## A háború után
Annak ellenére, hogy a He 111-es már nem volt korszerű, továbbra is szolgálatban maradt, mint távolfelderítő, vitorlázóvontató, és mint szállítógép. Alkalmassá tették a V-1-es robotrepülőgépek szállítására is. A magyar légierő is alkalmazta ezt a bombázótípust. 
A spanyolországi CASA cég Sevillában 1956-ig folytatta CASA 2.111 néven a He 111H-16 típus építését . Mivel a német Jumo motor elérhetetlenné vált a gép brit Rolls-Royce Merlin 500 motorokkal készült. A spanyol légierő 1960-ig használta mint könnyű bombázót, de mint szállító gépet még ezt követően is. A CASA 2.111 es gépek több mozifilmben is szerepeltek.
Jelenleg CASA2.111 B-t láthatunk Schleißheimben a müncheni Német Múzeum repülőgép gyűjteményében, a Bundeswehr Berlin-Gatow-i repülőterén és a sinsheimi Autó és Műszaki Múzeumban.